# 下関市火の山ユースホステル

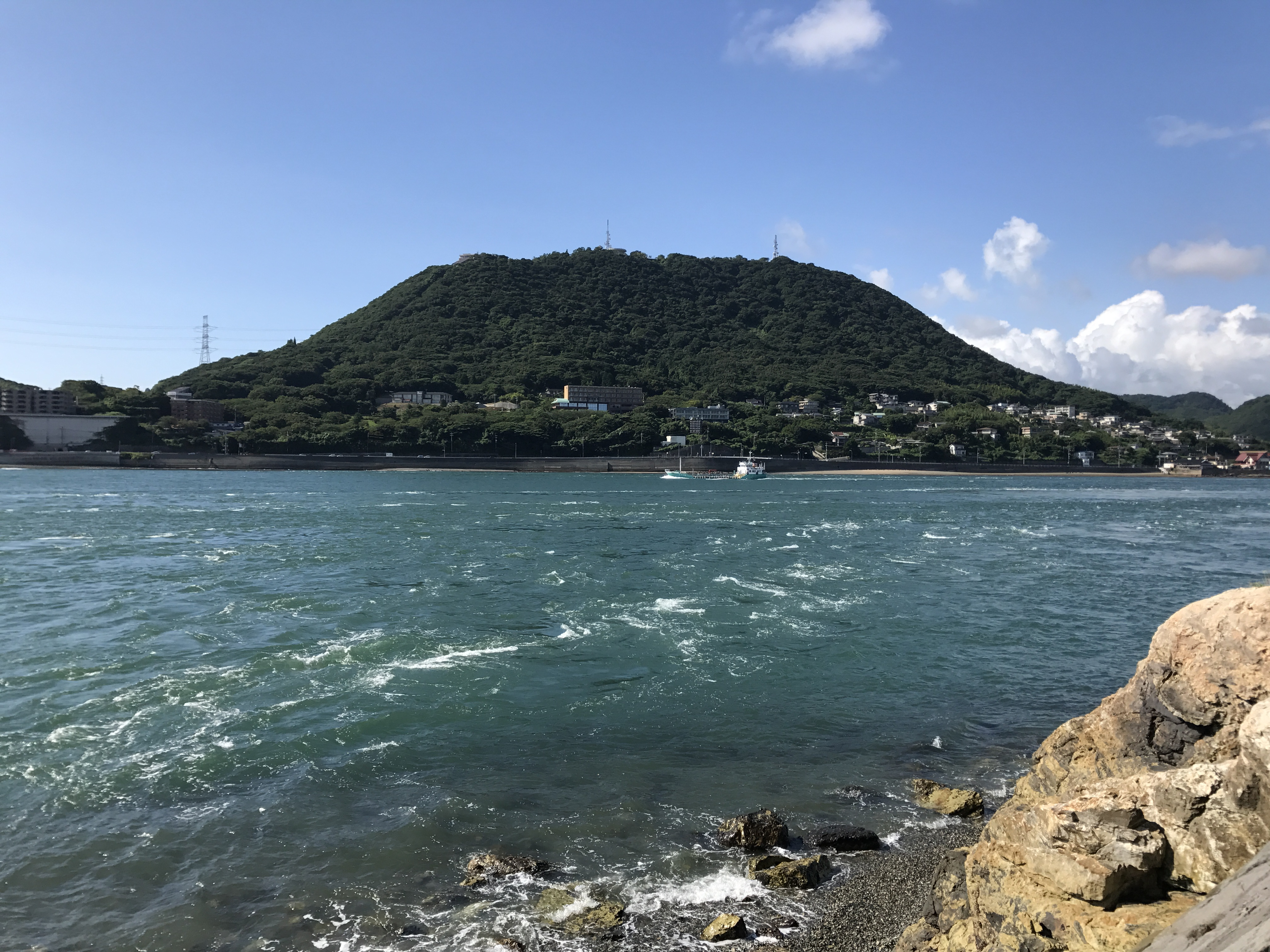
南から見た火の山。中央右に本施設が写っている。

下関市火の山ユースホステル（しものせきしひのやまユースホステル）は、日本ユースホステル協会に加盟している山口県のユースホステル。
火の山の中腹に位置し、全室から関門海峡を一望にできるのが売り。建物は下関市の所有で指定管理者に運営を委託している。

## 設備
- 個人や小グループに適している
- 団体の利用に適している
- 余裕があればグループで一室利用可
- 駐車場あり（大型バスが駐車可能[4]。）
- 駐輪場あり
- 会議室あり
- 洗濯機あり
- 乾燥機あり
- 荷物預かりあり
- 全室禁煙
- 英語による予約可

## 休館
閑散期の水曜日、他臨時休館あり

## アクセス
- 山陽本線下関駅から

サンデン交通バス 火の山行（約15分）火の山ロープウェイ下車、徒歩2分。
サンデン交通バス 国道・山陽近郊線（約12分）御裳川下車、徒歩8分。